# Stockholmskällan

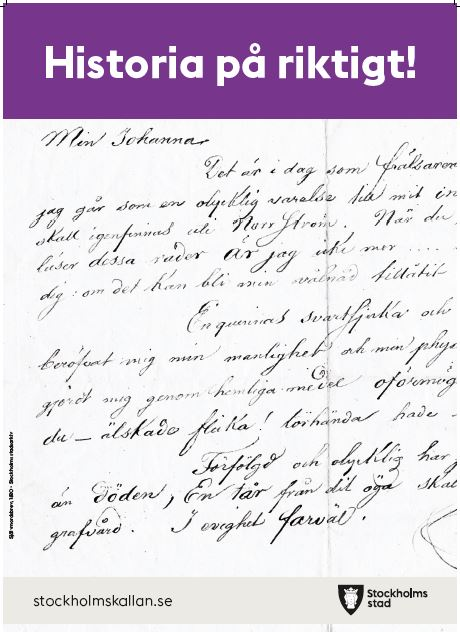
Affisch från Stockholmskällan som visar ett självmordsbrev från 1820, Stadsarkivet i Stockholm.

Stockholmskällan är en databas med över 30 000 arkivmaterial relaterat till Stockholms historia, tillgängliggjord som en webbplats sedan 2006 och fritt tillgängligt för allmänheten. Huvudsakligt syfte är att presentera Stockholms historia för elever och lärare och erbjuda primärkällor att använda i undervisningen.

## Organisation
Stockholmskällan är en ABM-verksamhet ("Arkiv, Bibliotek, Museum") inom Stockholms stad. Utbildningsförvaltningen är huvudansvarig i samarbete med Stadsarkivet, Stadsbiblioteket, Stadsmuseet och Medeltidsmuseet i Stockholm. Dessa organisationer samverkar med Riksarkivet, Stockholms spårvägsmuseum, Föreningen Stockholms Företagsminnen, Kungliga biblioteket och The Unstraight Museum. Tidigare har även Utrednings- och statistikkontoret bidragit med material. Institutionerna bidrar och publicerar ett urval ur sina samlingar av olika typer av arkivmaterial på Stockholmskällans webbplats. En redaktion som är förlagd till Utbildningsförvaltningen i Stockholms stad samordnar och organiserar arbetet samt ansvarar för det pedagogiska arbetet mot skolan.

## Historia
År 2001 inleddes samarbetet Historiska laboratoriet mellan Utbildningsförvaltningen och Stadsarkivet. År 2003 beslutade Stadsmuseet, Stadsarkivet, Stadsbiblioteket och Utbildningsförvaltningen att skapa en gemensam plats för att publicera källmaterial på Internet. Under åren 2003-2006 fortsatte samarbetet med skolor i Stockholms stad och en stor del av materialet i Stockholmskällan är inlagt efter direkta önskemål från de lärare och elever som ingick i samarbetet. Webbplatsen Stockholmskällan hade premiär i februari 2006. Under 2016 pågår arbetet med att förnya Stockholmskällans webbplats och att göra den responsiv för att webbplatsen ska fungera bättre i mobiltelefon och lärplatta. 
År 2017 fick Stockholmskällan den internationella utmärkelsen Heritage in Motion Award 2017 i kategorin "website and online content" som delades ut på European Museum Academys konferens i Skopje.

## Material
Stockholmskällans material kommer från institutionerna som samarbetar och samverkar kring webbplatsen. Respektive institution ansvarar för det material som de publicerat på webbplatsen. Materialet omfattar över 30 000 fotografier, arkivhandlingar, trycksaker, kartor, konstverk, litteraturtips, filmer, ljudfiler, föremål, ritningar och annat som på något sätt berättar om livet i Stockholm genom århundradena. En lång rad publikationer kan läsas i fulltext.

## Målgrupp
I första hand vänder sig webbplatsen till lärare och elever, där materialet är tänkt att användas i undervisningen. På webbplatsen finns lektionsförslag och exempel på hur Stockholmskällans primärkällor och annat material kan användas i skolan. I andra hand vänder sig webbplatsen till alla som är intresserade av Stockholms historia.

## Galleri, exempel

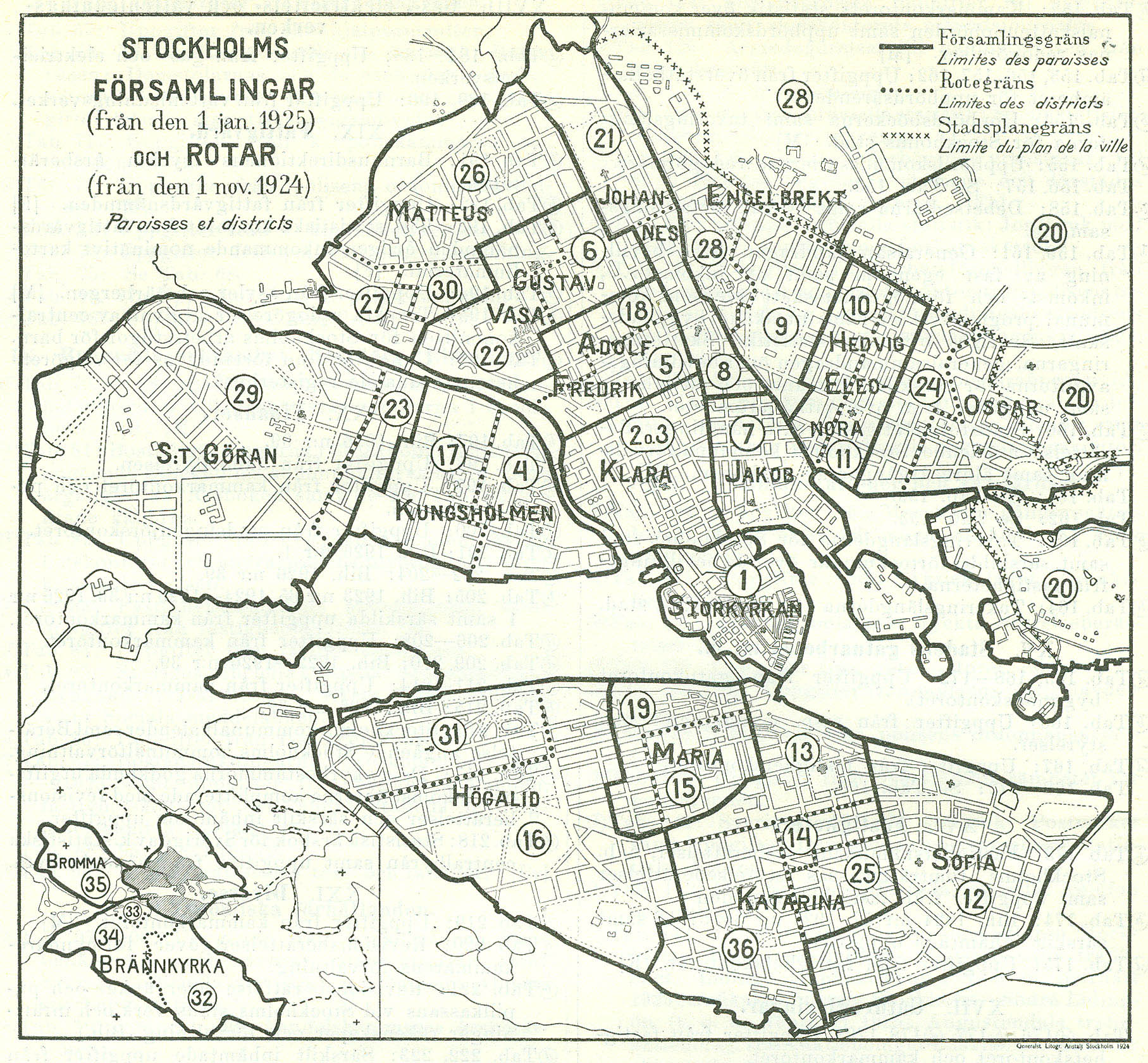
Rotekarta över Stockholm år 1924.
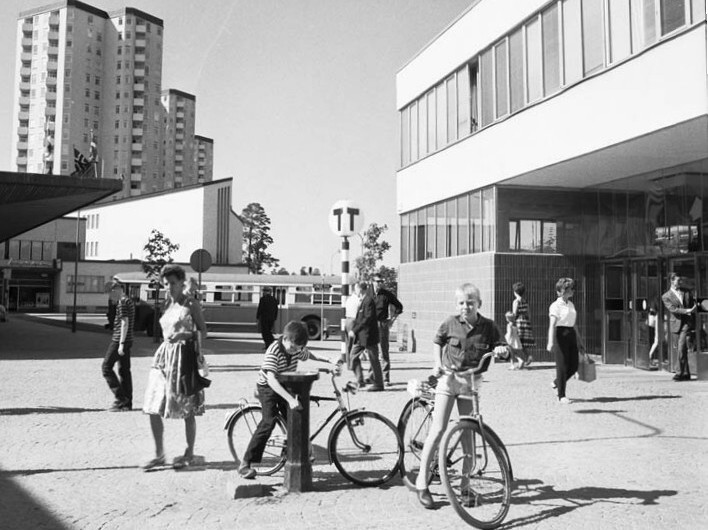
Fotografi från Farsta centrum år 1963.
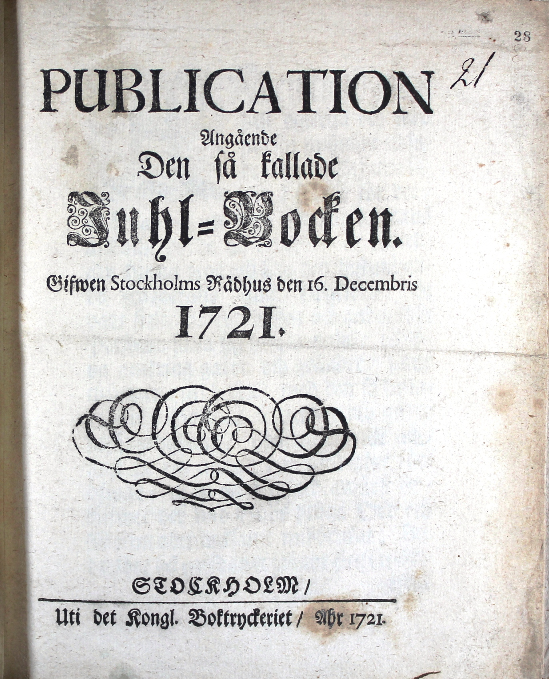
Stockholms myndigheter förbjuder julbockar, 1720.
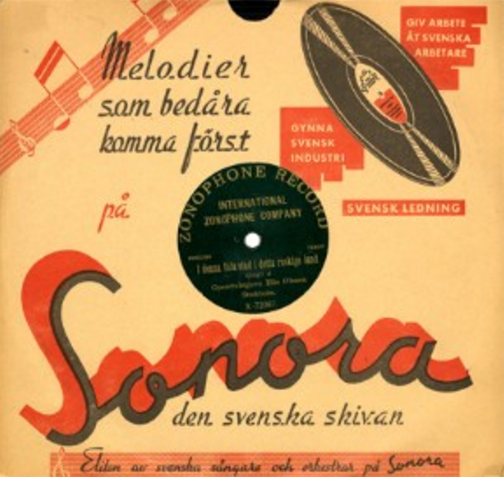
Sonora - den svenska skivan, 1906.
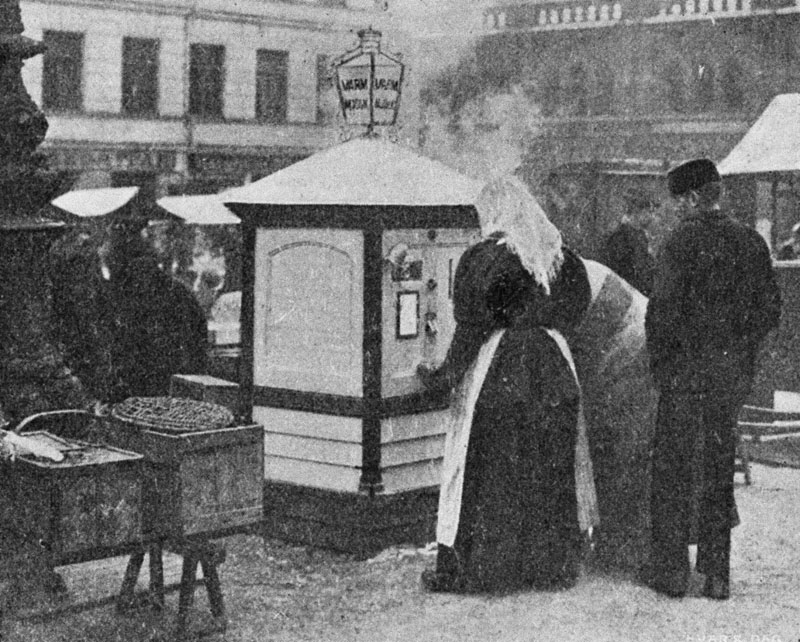
Varmmjölksautomat på Östermalmstorg, okänd tid.
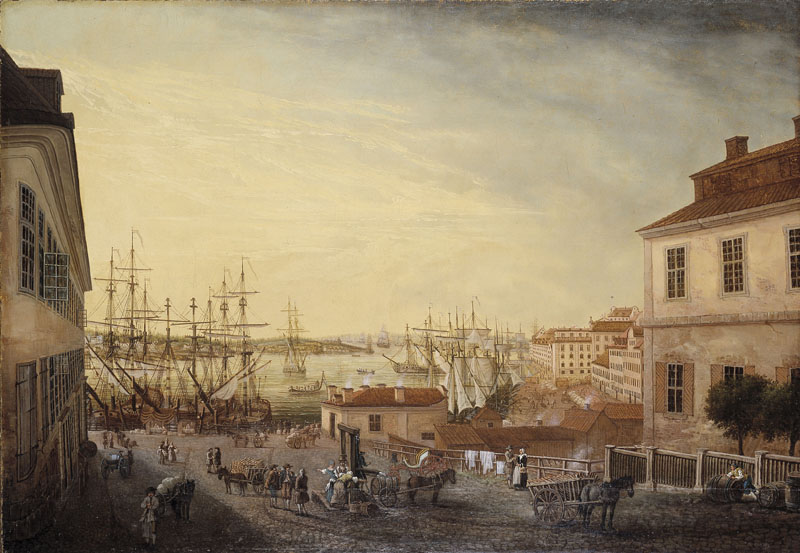
Utsikt från Brunnsbacken över Saltsjön. J. Sevenbom, 1773.